# Tracciatura
La tracciatura (o tracciamento) è un'operazione mediante la quale si riportano su un pezzo (grezzo o semilavorato) delle linee d'incisione che circoscrivono il pezzo una volta finito. Lo scopo dell'operazione è quello di mettere in evidenza le parti ancora da asportare, nonché assicurarsi che il pezzo grezzo abbia dimensioni sufficienti per realizzare la forma finita. Il termine è anche usato per descrivere l'insieme di linee riportate sul pezzo.

## Modalità e tipologia
L'operazione viene fatta prima di lavorazioni meccaniche a freddo. Durante le lavorazioni a caldo, il pezzo può deformarsi, rendendo inutile un'eventuale tracciatura.
La precisione di questa operazione è normalmente limitata dallo spessore dell'incisione che realizza la tracciatura: per poter essere visibile deve avere lo spessore di almeno qualche centesimo di millimetro. A tal scopo è opportuno porre attenzione all'affilatura delle punte destinate alla tracciatura. Realizzare tracciature con precisioni superiori, ha senso solo se si prevedono lavorazioni al microscopio.
Nozioni base di disegno e misure meccaniche sono necessarie per la corretta esecuzione della tracciatura.
La tracciatura può avvenire nel piano e nello spazio:
- nel piano, quando l'operazione viene eseguita in una sola faccia (esempio nelle lamiere) in modo molto simile all'esecuzione di un disegno tecnico;
- nello spazio, quando l'operazione coinvolge diverse facce del pezzo, in tal caso necessita l'uso di un piano di riferimento dove poggiarsi con il pezzo e gli attrezzi per tracciare.

## Tracciatura a mano
La tracciatura a mano si esegue con l'ausilio di punte a tracciare, montate su attrezzi appositamente realizzati. Tra i più comuni attrezzi per tracciare si possono citare:
- righelli metallici;
- truschini, con e senza gradazione;
- punzoni;
- cubi e prismi di riscontro;
- squadre fisse e ad apertura variabile;
- compassi.

## Tracciatura a macchina
La tracciatura a macchina viene eseguita con l'ausilio di macchine utensili preventivamente attrezzate con punte a tracciare, o più raramente, da apposite macchine a coordinate cartesiane.
La tracciatura a macchina è particolarmente utile quando è necessario tracciare disegni complessi su superfici piane.

### Macchine speciali per tracciare
In commercio esistono macchine a controllo numerico realizzate appositamente per tracciare su superfici piane.
I modelli più semplici ricalcano la struttura dei plotter, dove, al posto del pennino, è collocata una punta a tracciare. Viene ovviamente curata la componentistica onde ridurre giochi e correggere gli errori di posizionamento.
Nei modelli più raffinati sono presenti molti accessori: piani di sostegno, microscopi collimatori, comparatori, ecc. Con queste macchine è possibile ottenere tracciature d'elevata precisione (fino a 0,001 mm di accuratezza).

### Macchine speciali per tracciare in 3D
Vi sono inoltre macchine a controllo numerico tridimensionali che possono tracciare componenti complessi nello spazio. Possono avere accuratezze spinte ed arrivare fino a 3,5 + 3,5/L (con L = mm) μm e lavorare su dimensioni elevate per la tracciatura di grossi componenti meccanici.

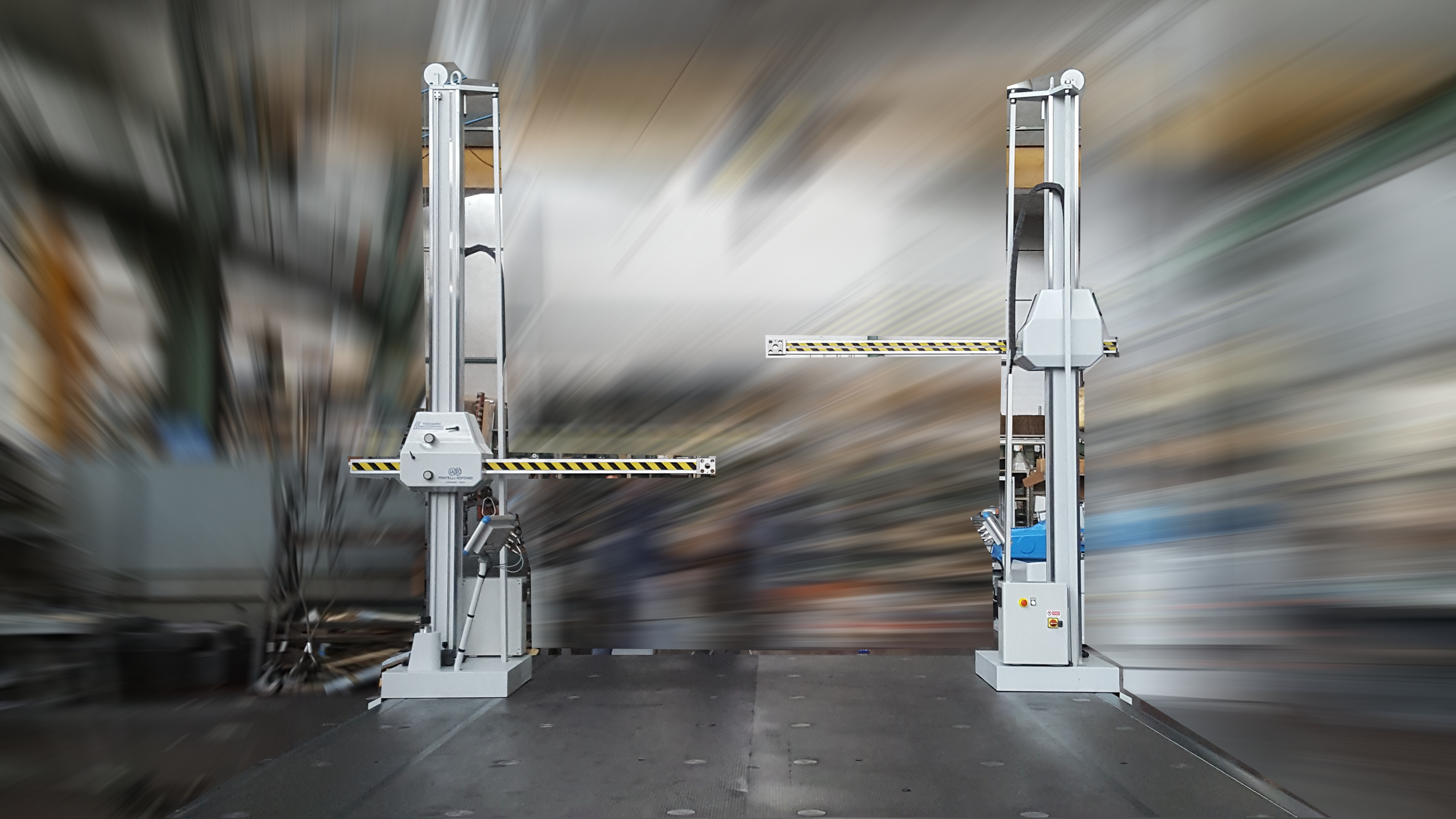
Macchina di Tracciatura 3D motorizzata

### Tracciatura con una fresa
In assenza di macchine speciali, si può effettuare una tracciatura usando una comune fresa:
il pezzo viene fissato alla tavola e allineato lungo uno degli assi, mentre la fresa è sostituita da un bulino. Il bulino viene posizionato in modo che sfiori la superficie da tracciare. Muovendo la tavola s'incide superficialmente il pezzo realizzando linee parallele e ortogonali, con una precisione pari a quella di lavorazione della macchina.
Su una comune fresa è possibile ottenere tracciature con precisione di 0,01 mm. Usando invece una fresa a controllo numerico si possono avere ulteriori vantaggi:
- la lettura delle quote è più pratica e precisa;
- è possibile tracciare linee oblique, curve e circonferenze;
- è possibile ottenere tracciature con elevate precisioni.

### Tracciatura con il tornio
In particolari casi, in cui i pezzi da tracciare hanno forma cilindrica, conica o discoidale, può essere utile l'ausilio di un tornio. La possibilità di agganciare il pezzo, e farlo ruotare esattamente in asse, può velocizzare la tracciatura di cerchi perfettamente concentrici e altre figure simmetriche all'asse del pezzo.

## Preparazione della superficie
Per evitare fenomeni d'abbagliamento e incrementare la visibilità delle tracce, è opportuno trattare la superficie da tracciare depositando uno strato di materiale opaco, facilmente asportabile con delle punte a tracciare.
A tal scopo possono essere usate varie metodologie:
- Ricopertura: la superficie viene ricoperta da uno strato di gesso o acqua di calce (lavabile facilmente con acqua).
- Verniciatura: la superficie viene ricoperta da uno strato di vernice; in commercio esistono delle apposite vernici (che si possono pulire facilmente) a base di bianco di zirconio e trementina.
- Ramatura: la superficie viene ricoperta da un sottile strato di sali di rame; quest'ultimo può essere ottenuto spalmando solfato di rame sciolto in acqua o strofinandone i cristalli sulla superficie. Questa metodologia è però sconsigliata, sia perché necessita di una buona pulitura della superficie del pezzo, sia perché i sali di rame possono corrodere il materiale.
- Brunitura: la superficie viene preventivamente sottoposta ad un trattamento di brunitura che lascia un deposito superficiale di carbonio. Questa metodologia però è costosa, comporta un trattamento a caldo del pezzo (prima della tracciatura), inoltre lo strato di carbonio non può essere tolto facilmente (richiede almeno una sabbiatura).